# Borod (okręg Bihor)
Borod – wieś w Rumunii, w okręgu Bihor, w gminie Borod. W 2011 roku liczyła 1363
mieszkańców.